# Łabajowa (Dolina Będkowska)
Łabajowa – skała w górnej części lewych zboczy Doliny Będkowskiej na Wyżynie Krakowsko-Częstochowskiej. Znajduje się w Grupie Łabajowej i jest jej główną częścią. Jest to zbudowana z wapieni skała o wysokości 16 m, o ścianach pionowych lub przewieszonych z zacięciami, filarami i kominami.
Należy do jednej z najbardziej popularnych skał wspinaczkowych w całej Jurze. Jest jedną z tych skał, które wspinacze skalni zaliczają do swojego obowiązkowego repertuaru. Jest bardzo dobrze przygotowana do wspinaczki; są na niej liczne i obite drogi wspinaczkowe, obok skały jest miejsce parkingowe, a pod skałą fundacja „Wspinka” zamontowała tablice ze skałoplanami i ławeczki. Skała znajduje się na terenie prywatnym, ale właściciel udostępnił ja do wspinaczki. Fundacja Wspinka na swojej stronie podaje warunki pod jakimi można na niej uprawiać wspinaczkę.

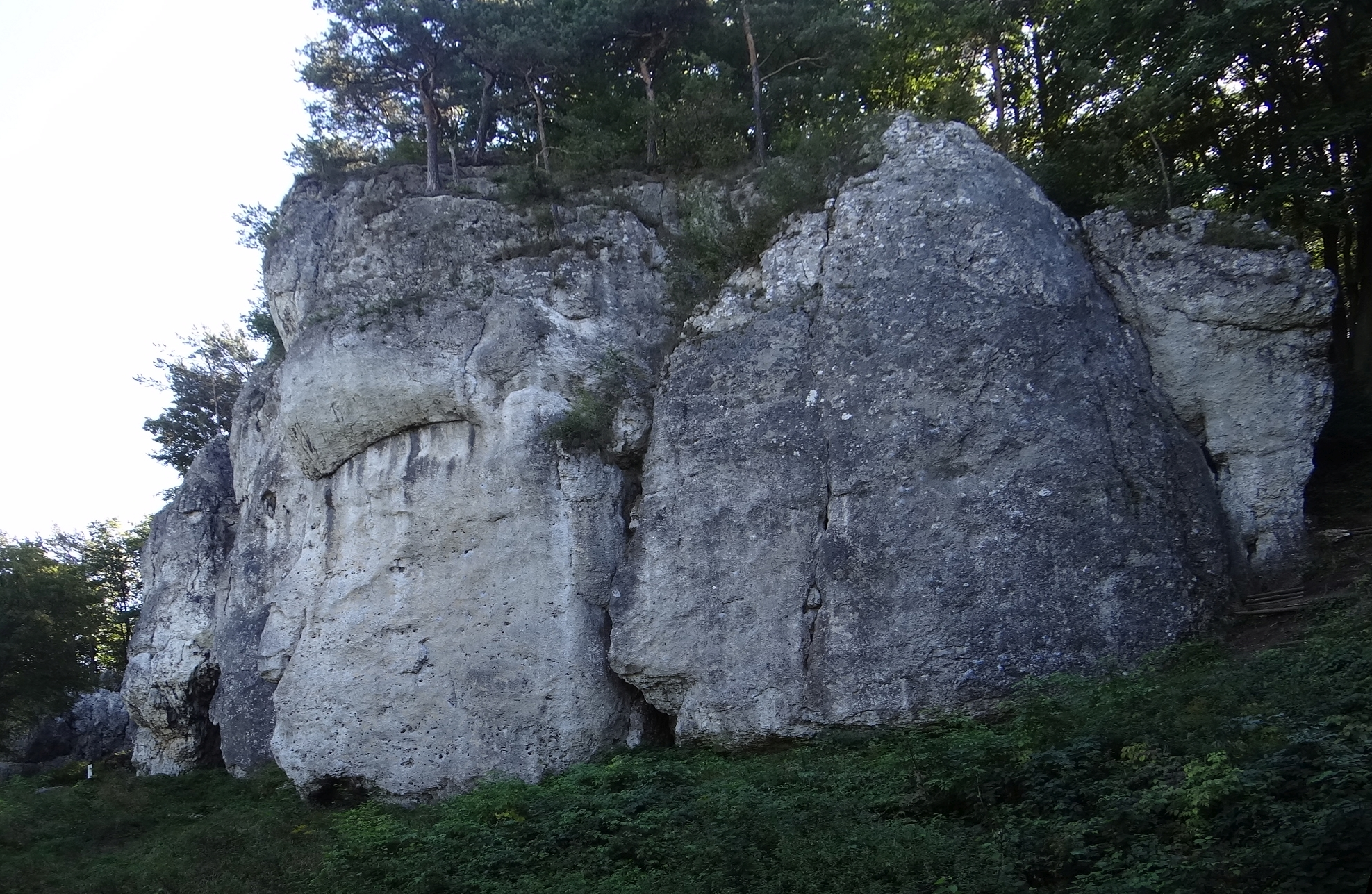
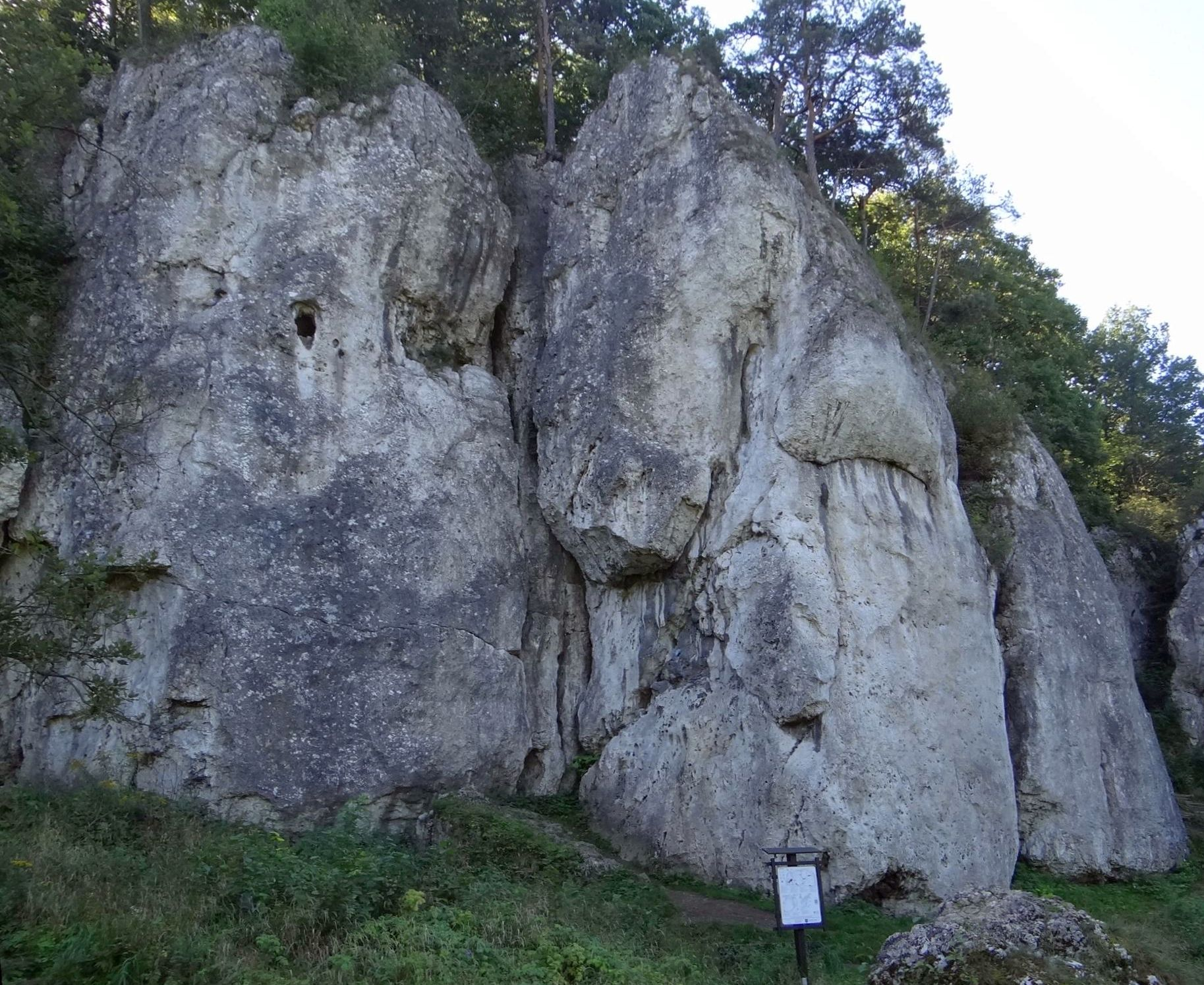
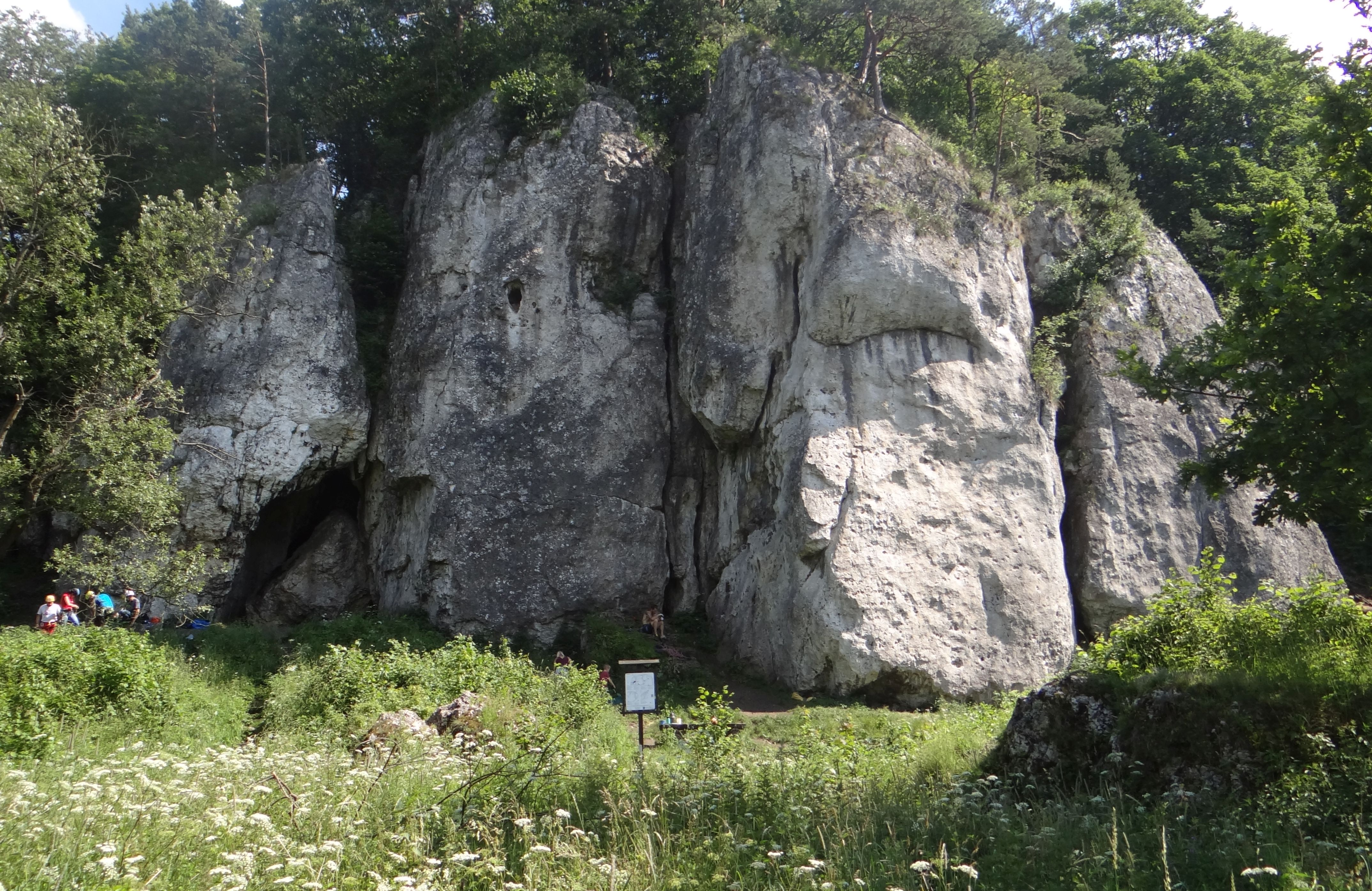
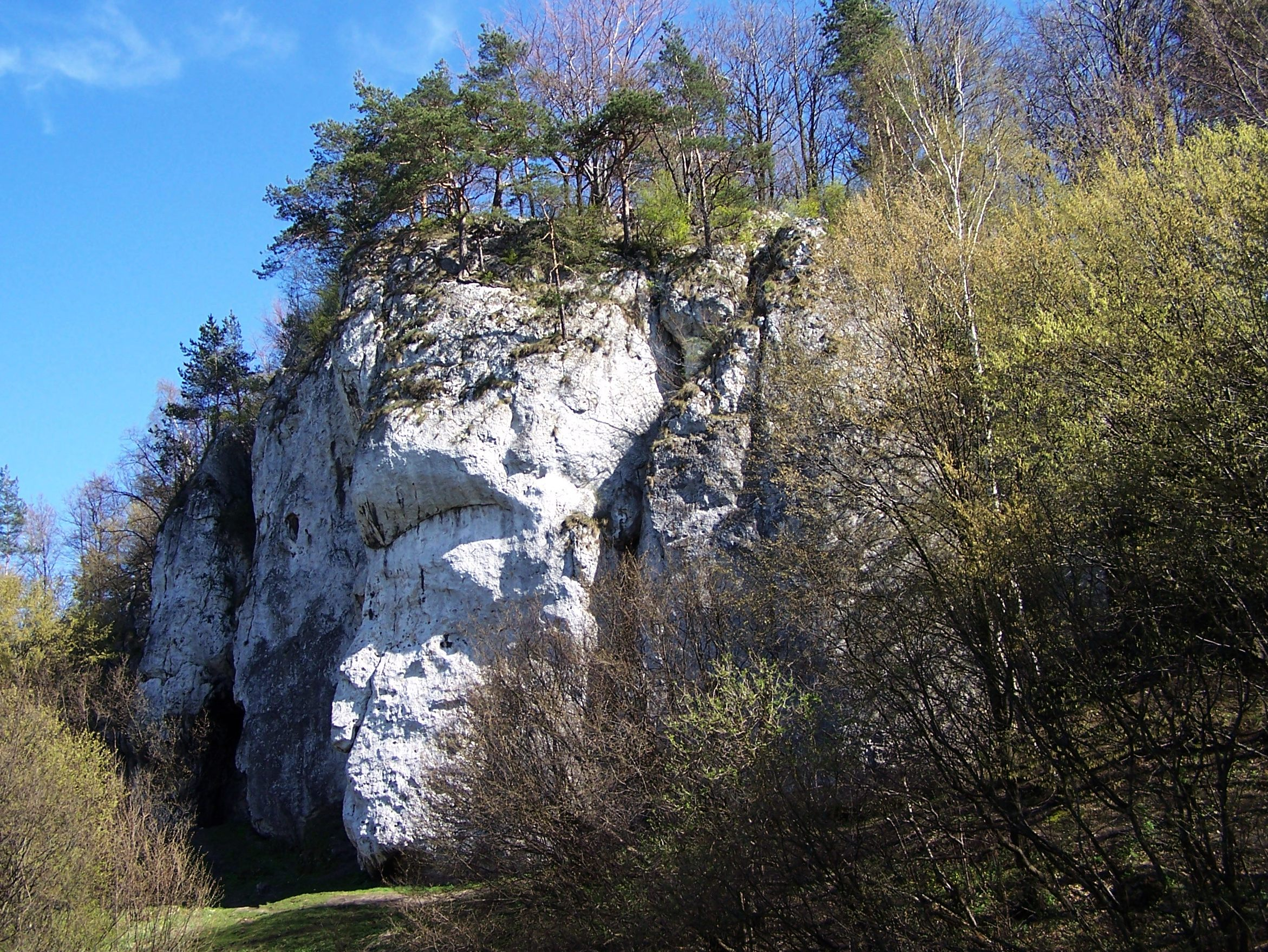
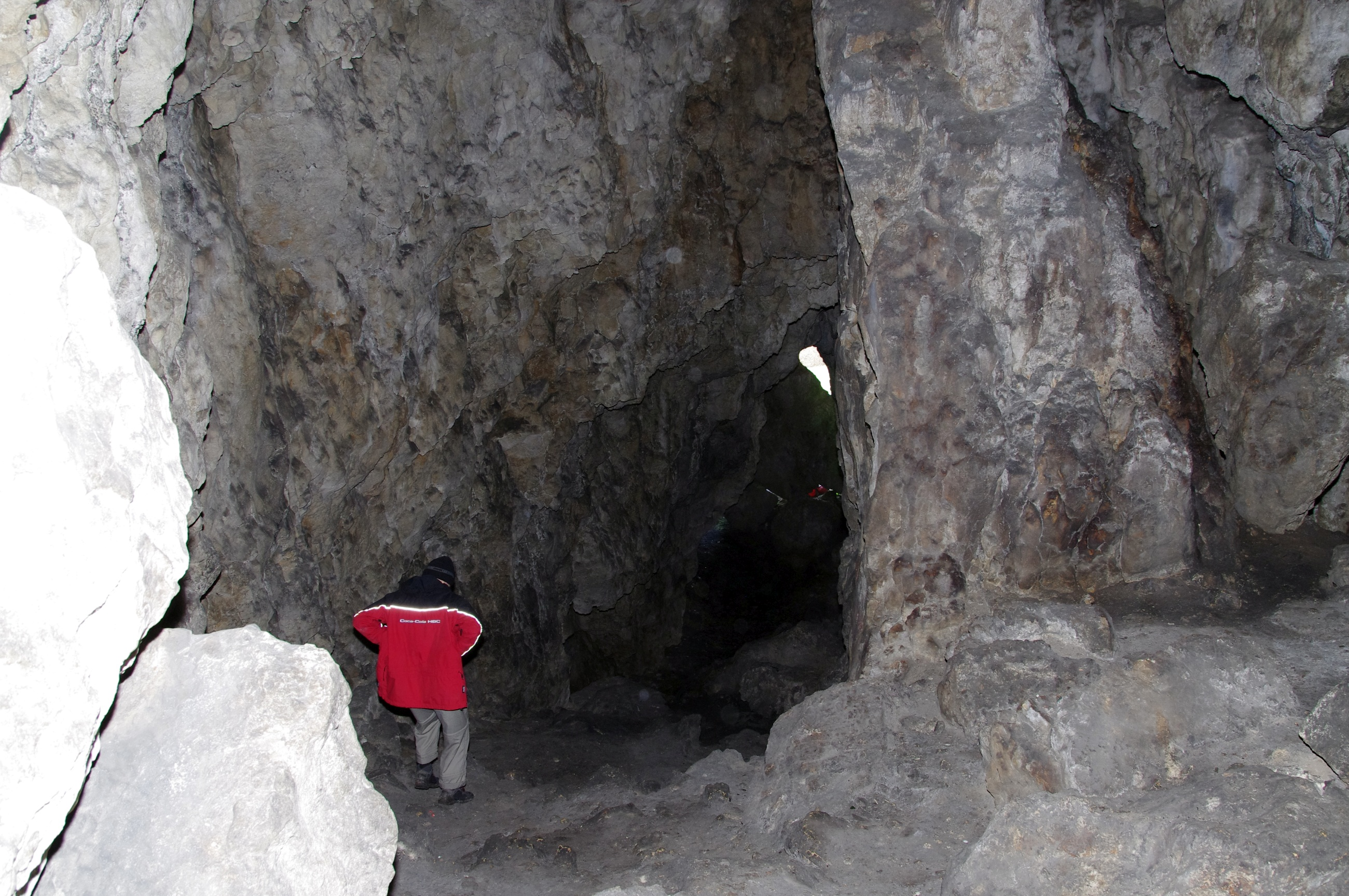
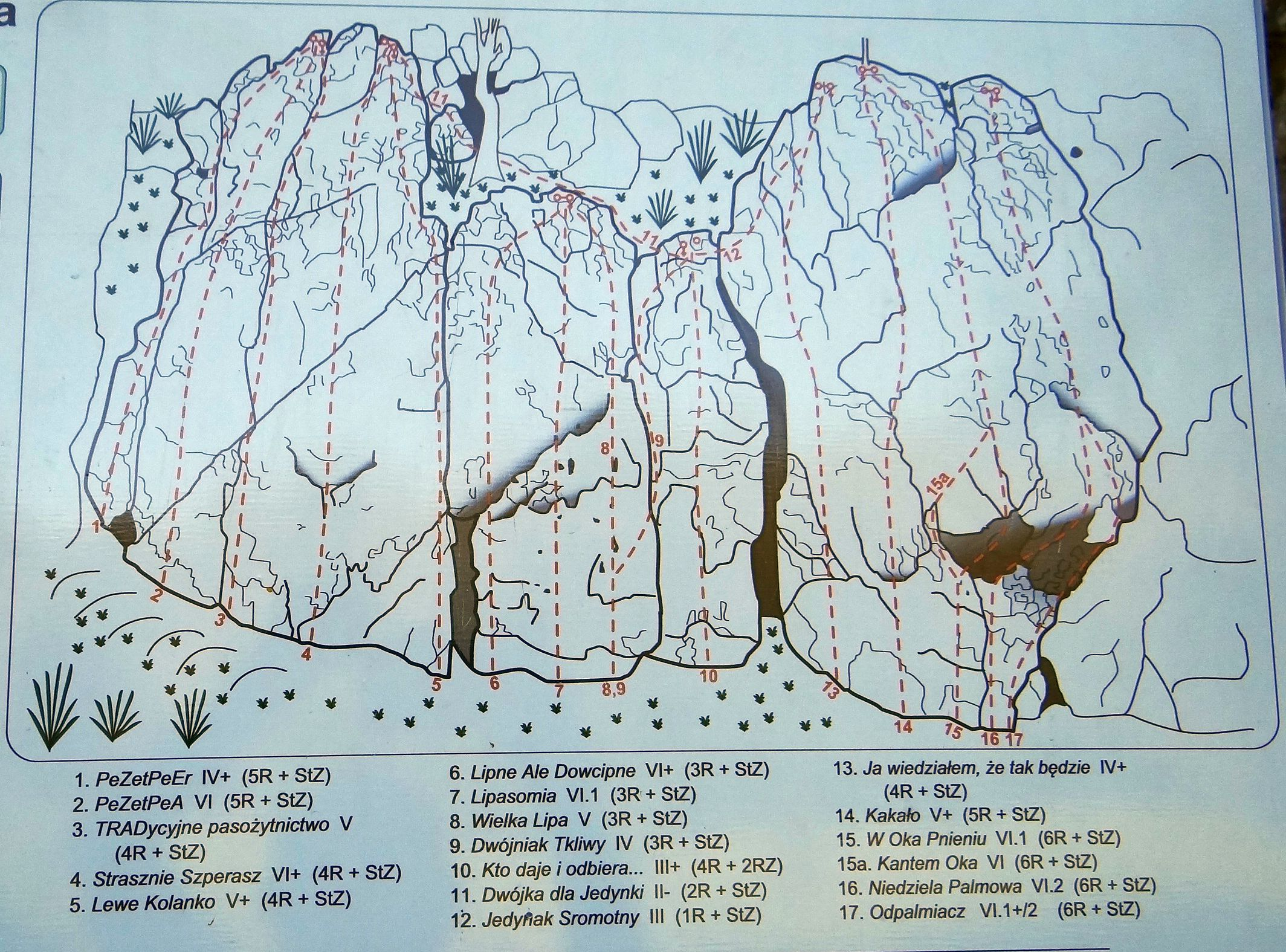
Skałoplan

W zachodniej ścianie Łabajowej znajduje się duży otwór Jaskini Łabajowej, a na prawo od niego niewielka Szczelina w Łabajowej. Ściany i strop Jaskini w Łabajowej są również obiektem wspinaczki skalnej.

## Drogi wspinaczkowe
Ściany wspinaczkowe mają wystawę północną, zachodnią i południowo-zachodnią. Łącznie z wariantami jest 67 dróg wspinaczkowych o bardzo zróżnicowanym stopniu trudności (od II- do VI.6 w skali Kurtyki). Na większości z nich zamontowano stałe punkty asekuracyjne w postaci ringów (r) i stanowisk zjazdowych (sz) lub ringów zjazdowych (rz). Tylko na 6 drogach wspinaczka tradycyjna lub częściowo tradycyjna (trad). Jest też jeden projekt.

1. PeZetPeEr; IV+ (5r + sz)
2. PeZetPeA; VI (5r + sz)
3. Tradycyjne pasożytnictwo; V (4r + sz)
4. Strasznie szperasz; VI+ (4r + sz)
5. Lewe kolanko; V+ (4r + sz)
6. Lipne, ale dowcipne VI+ (4r + sz)
7. Lipasomia; VI.1 (3r + sz)
8. Wielka lipa; V (3r + sz)
9. Dwójniak tkliwy; IV (3r + sz)
10. Kto daje i odbiera...; III+ (4r + sz)
11. Dwójka dla jedynki; II- (2r + sz)
12. Jedynak sromotny; III (1r + sz)
13. Ja wiedziałem, że tak będzie; IV+ (5r + sz)
14. Jak nie puszcza to zacięciem; IV (6r + sz)
15. Kakało; V+ (5r + sz)
16. W oka pnieniu; VI.1 (6r + sz)
17. Kantem oka VI; (6r + sz)
18. Niedziela Palmowa; VI.2 (6r + sz)
19. Odpalmiacz; VI.1+/2 (6r + sz)
20. Kantem Oka; VI (6r + sz)
21. Niedziela Palmowa VI.2 (6r + sz)
22. Odpalmiacz; VI.1+/2 (6r + sz)
23. Wszystko jest możliwe; VI.2+ (7r + sz)
24. Nie lękajcie się; VI.3 (7r + sz)
25. Podróże Guliwera; VI.2+ (6r + sz)
26. Kąpiele błotne; VI+ (3r + trad)
27. Wasze błoto; VI (6r + sz)
28. Nasze błoto; VI (6r + sz)
29. Kundelki zamiast brytana; VI+ (5r + sz)
30. Karawana nie zatrzymana; VI.1+ (6r + sz)
31. Świadectwo minionych wieków; VI.1+/2 (6r + sz)
32. Pola marchewkowe; VI.3 (6r + sz)
33. Będkowski pikuś; VI.4+ (6r + sz)
34. Jedna ręka nie klaszcze; VI.1 (5r + sz)
35. Zacięcie Łabajowej; IV (trad)
36. Dwie lewe ręce; V+ (7R + sz)
37. Diagonalka; VI- (trad + 4R + sz)
38. Lewa ręka w ciemności; VI.1 (8R + sz)
39. Cadyk cypełe; VI.3+ (7R + sz)
40. Prostowanie diagonalki; VI- (trad + 4R + sz)
41. Zawierciańskie dziewczyny; VI- (7R + sz)
42. Krakowskie kobiety; VI+ (6r + sz)
43. Spontaniczna defekacja; VI.2 (9r + sz)
44. Droga do rzeźni; VI.1 (8r + sz)
45. Rzeźnia numer 5; VI.4+ (6r + sz)
46. Alternatywy 4; VI.1+ (7r + sz)
47. Pomarańczowa alternatywa; VI.2+ (4r + 2rz)
48. Dynamika skręcika; VI.6 (5r + sz)
49. Józef Tkaczuk; VI.4/4+ (6r + sz)
50. Obladi-oblada; VI.2+ (6r + sz)
51. Przaśny chleb; VI.2+ (6r + sz)
52. Komin w Łabajowej; V+ (trad)
53. Komin w Łabajowej; V+ (trad)
54. Kids cannabis; VI.5 (5r + sz)
55. Extasy; VI.4+ (5r + sz)
56. Trzynasta rysa; VI.1+ (trad + 2r + sz)
57. Panoramix; VI.4/4+ (6r + sz)
58. Walka wodzów; VI.2+ (6r + sz)
59. WSPINKA.org; VI.1+ (6r + sz)
60. Wariant; VI+ (6r + sz)
61. Jęki królika; IV+ (5r + sz)
62. Kursowe zacięcie; IV (4r + sz)
63. Jedno skrzydło; VI- (4r + 2rz)
64. Naramiennik; VI+ (3r + 2rz)
65. Skrzydło u ramion; VI+/1 (3r + 2rz)
66. Makaron zamiast mózgu; III (3r + sz)
67. Mózg wypełniony Marią; (sz)
68. Projekt[1].